# Fanipal
Fanipal (în belarusă Фаніпаль; în rusă Фаниполь, transliterat Fanipol) este un oraș din Belarus.